# Ulica Dworcowa we Wrocławiu

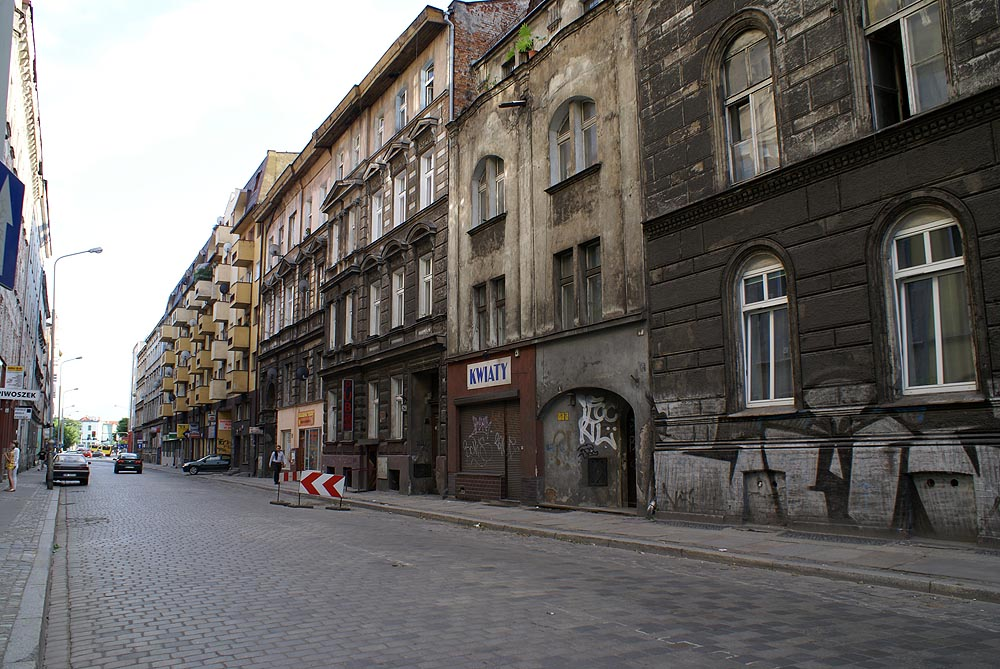
Przed przebudową

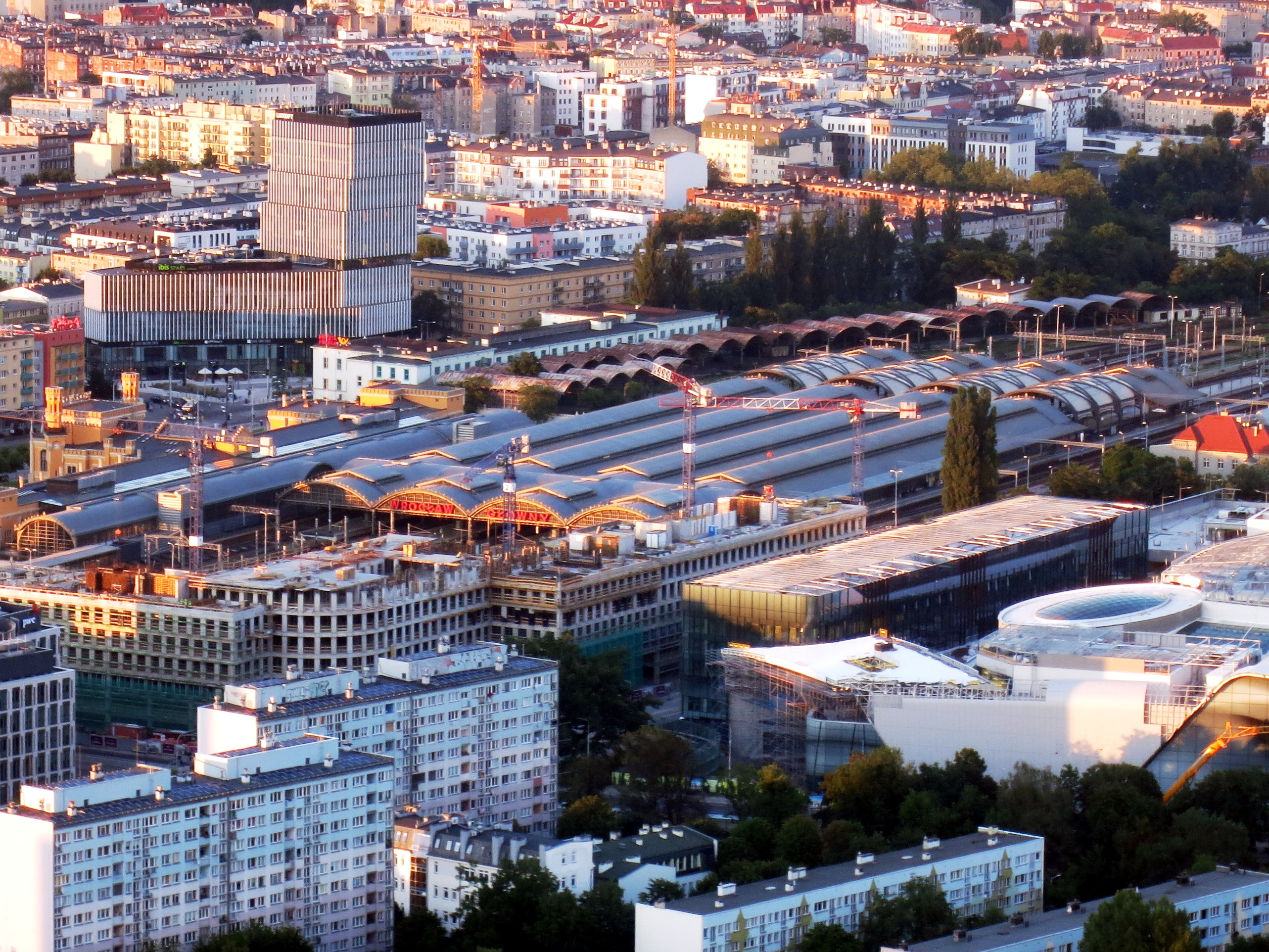
Wrocław Główny, po lewej koniec ul. Dworcowej

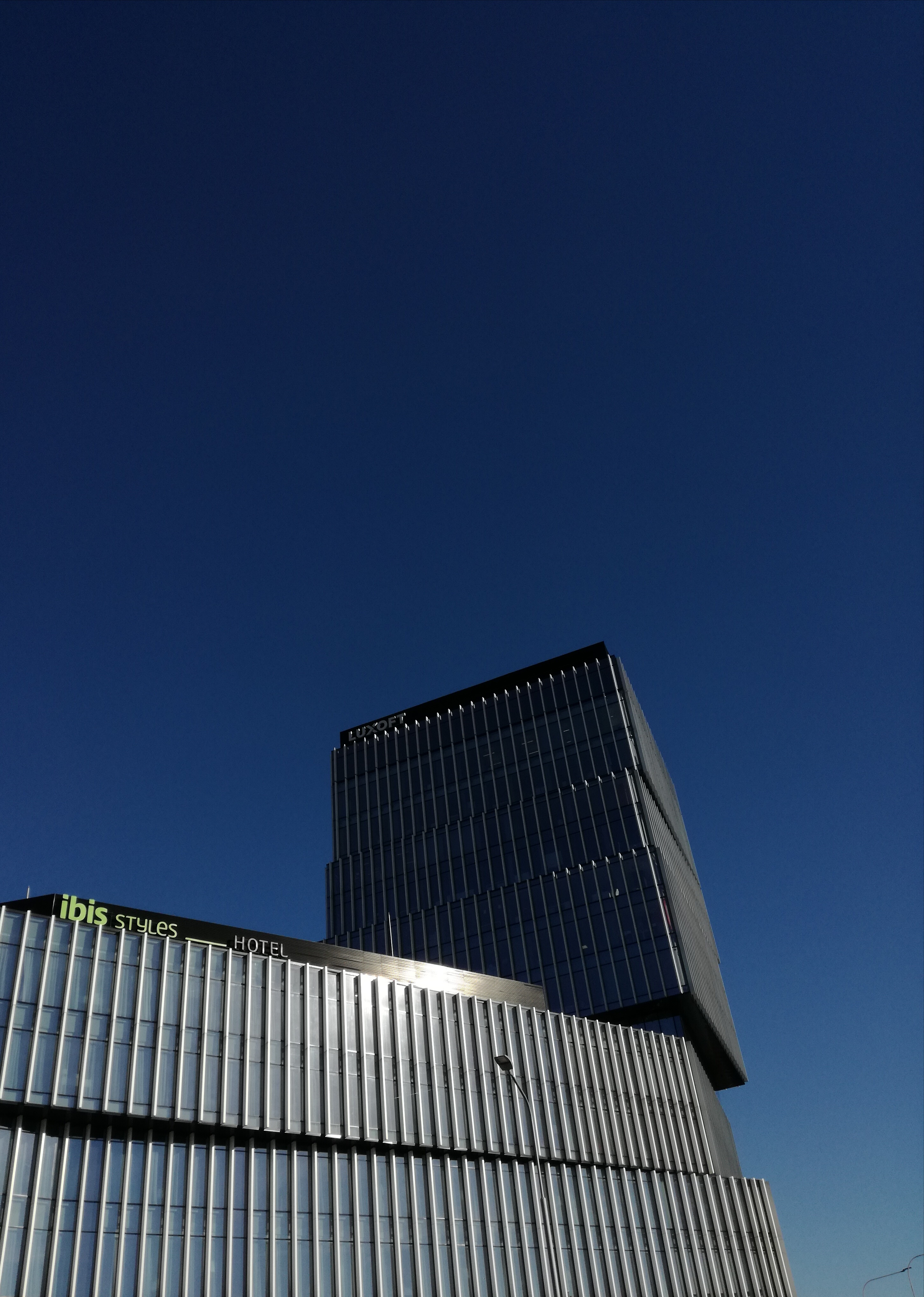
Silver Tower Center

Ulica Dworcowa – ulica położona we Wrocławiu, łącząca ulicę Podwale z ulicą Stanisława Małachowskiego oraz Józefa Piłsudskiego, stanowiąca granicę osiedli Przedmieście Świdnickie i Przedmieście Oławskie, a wcześniej stanowiąca granicę dawnych dzielnic: Stare Miasto i Krzyki. Ulica należy do kategorii dróg gminnych i ma 468 m długości. Przebiega przez obszar zabudowy śródmiejskiej. Odcinek ulicy rozpoczynający się przy ulicy Podwale, a kończący przy ulicy Tadeusza Kościuszki charakteryzuje pierzejowa zabudowa znajdująca się po obu stronach ulicy z wyjątkiem końcowego fragmentu jej strony wschodniej, gdzie znajduje się punktowy budynek nazywany Trzonolinowcem. Dla pozostałego odcinka dominuje zabudowa wolnostojąca lub powiązana z pierzejami skrzyżowanych ulic kilkuklatkowych budynków powojennych. Przy końcu ulicy położony jest po wschodniej stronie budynek Silver Tower Center i urządzony przed tym budynkiem plac. Zachodnia strona ulicy położona jest w obszarze Przedmieścia Południowego, którego układ urbanistyczny podlega ochronie i wpisany jest do gminnej ewidencji zabytków, a wschodnia leży na Przedmieściu Oławskim wpisanym jako obszar do rejestru zabytków. Przy północnym odcinku ulicy znajdują się także wpisane do gminnej ewidencji zabytków budynki, w tym wpisana do rejestru zabytków kamienica, położona w pierzei zachodniej.

## Historia

### Przed powstaniem ulicy
Północny odcinek ulicy, od ulicy Podwale do ulicy gen. Karola Kniaziewicza, przebiega przez teren, na którym usytuowane były pruskie fortyfikacje typu bastion. Pozostały odcinek przebiega przez obszar leżący na przedpolu fortyfikacyjnym Starego Miasta – Przedmieście Świdnickie (Schweidnitzer Vorstadt) i Przedmieście Oławskie (Ohlauer Vorstadt). W południowej części tego terenu znajdował się Wygon Świdnicki, od pierwszej połowy XVIII wieku odcinek od ulicy Grabiszyńskiej do ulicy Stawowej nazywany Wielkim Wygonem (Grosse Anger), a odcinek od ulicy Stawowej do ulicy Dworcowej nazywany Nowy Wygon (Neue Anger). Nieco na północ od tego terenu istniał także Mały Wygon (Kleine Anger), przebiegający wzdłuż współczesnej ulicy Tadeusza Kościuszki na odcinku od ulicy Dworcowej do ulicy gen. Kazimierza Pułaskiego, który swoją nazwę otrzymał w 1823 r. Była to osada z zabudową mieszkalno-zagrodowa dla ludności rolniczej prowadzącej tu gospodarstwa, a na śladzie dzisiejszej ulicy gen. Karola Kniaziewicza biegła droga między ogrodami (na odcinku od dzisiejszej ulicy Dworcowej do ulicy gen. Henryka Dąbrowskiego. Ponadto w południowej części terenu od ulicy Tadeusza Kościuszki do ulicy Stanisława Małachowskiego (Flurstrasse), ukosem względem ulicy Dworcowej, przebiegała dawna droga strzelińska, później zlikwidowana.
W 1808 r. po likwidacji fortyfikacji w 1807 r. cały obszar, przez który przebiega ulica Dworcowa, został włączony do miasta. Wytyczano wówczas zachodni odcinek ulicy Tadeusza Kościuszki (Tauentzienstrasse) i połączono go z istniejącym Małym Wygonem. Także w tamtym czasie powstała ulica Podwale, wytyczona w 1913 r. nad fosą miejską, jako urbanistyczne założenie rekreacyjne. Po opisanym zburzeniu murów miejskich na śladzie starej drogi wytyczono ulicę gen. Karola Kniaziewicza (Palmstrasse). Natomiast Wielki Wygon i Mały Wygon otrzymały wspólną nazwę ulicy Ogrodowej (Gartenstrasse), zgodną z ówczesnym zagospodarowaniem tego obszaru, na którym dominowały wiejskie domy ogrodników.
W 1760 r. Żydzi otrzymali zezwolenie na założenie swojego cmentarza przed Bramą Świdnicką przy polnej drodze do Strzelina na Wygonie Świdnickim. Został on urządzony w 1761 r., w obszarze pomiędzy dzisiejszymi ulicami: Gwarną, Dworcową i Józefa Piłsudskiego oraz placem Konstytucji 3 Maja (częściowo w obrębie współczesnego placu) . Pierwotny teren tego cmentarza żydowskiego znacznie mniejszy od opisanego wyżej był kilkukrotnie rozszerzany: w 1773 r., 1807 r. i w 1823 r.  W 1808 r. cmentarz został otoczony murem .

### Powstanie ulicy i przemiany
Ulica powstała w XIX wieku. Od 1841 r. nosiła już wówczas nazwę nawiązującą do faktu, że prowadziła do dworca kolejowego – Bahnhofstrasse, choć w tamtym czasie istniał tylko odcinek ulicy do Podwala do ulicy Tadeusza Kościuszki. Należy jednak wskazać, że ówcześnie nie istniał jeszcze znany dziś dworzec Wrocław Główny. Nazwa ta bowiem ówcześnie odnoszona być mogła jedynie do powstającego właśnie (od 1841 r.), według projektu Augusta Rosenbauma, pierwszego wrocławskiego dworca kolejowego, oddanego ostatecznie do użytkowania w 1842 r. – Dworca Kolei Górnośląskiej (Wrocław Górnośląski), przy ulicy Stanisława Małachowskiego 13. Dworzec ten został zamknięty w 1857 r. po wybudowaniu w latach 1855–1857 według projektu Wilhelma Grapowa nowego dworca Wrocław Główny  przy ulicy Józefa Piłsudskiego 105 (Gartenstrasse). W latach 1899–1904 dokonano wyniesienia torów kolejowych ponad przyległy teren w celu umożliwienia bezkolizyjnej komunikacji kolejowej i ulicznej oraz przebudowano i rozbudowano w latach 1896–1905 sam dworzec zgodnie z projektem Bernarda Klüschego, a w ramach inwestycji zbudowano między innymi tunele pod torowiskami z wejściami na perony, w tym tunele na przedłużeniu ulicy Dworcowej zapewniające także połączenie piesze z ulicą Suchą i ulicą Joannitów przebiegające po południowej stronie linii kolejowej . 
W 1847 r. po utworzeniu ulicy Dworcowej, dokonano podziału istniejącej już ulicy Podwale, a miejscem tego podziału było skrzyżowanie właśnie z ulicą Dworcową. Utworzone nowe ulice otrzymały nazwy Podwala Świdnickiego (Schweidnitzer Stadtgraben) na zachód od skrzyżowania i Podwala Oławskiego (Ohlauer Stadtgraben) na wschód od skrzyżowania i dalej w kierunku północnym. Podział ten został ostatecznie zlikwidowany uchwałą Miejskiej Rady Narodowej z 11.12.1951 r.
Wyżej opisana budowa dworca Wrocław Główny stanowiła impuls skutkujący, w połączeniu z ogólnie postępującym ówcześnie dynamicznym rozwojem całego miasta, rozpoczęciem procesu intensywnych przemian tej jego części, polegających na szybkim zastępowaniu wiejskiej i ogrodowej zabudowy ulic, nową zabudową o charakterze wielkomiejskim. Cały ten proces rozpoczęty w drugiej połowie XIX wieku określany jest jako intensywna urbanizacja osiedla, której efektem był wzrost rangi ulic istniejących, takich jak ulica Józefa Piłsudskiego, Tadeusza Kościuszki i Podwale, oraz powstanie nowych, tworzących gęstą sieć uliczną kreującą siatkę intensywnie zabudowanych kwartałów gęsto wypełnionych tkanką miejską zapewniającą intensywne wykorzystanie terenu, oraz jako awans urbanistyczny całego obszaru.
Potrzeba przedłużenia ulicy do dworca była dyskutowana już w dacie jej powstania. W 1842 r. magistrat zaplanował realizację tego projektu, który został uznany jako główne ówcześnie zadanie w dziedzinie zakładania nowych ulic. Projekt nowego odcinka przewidywał wytyczenie znacznie szerszego traktu, gdyż północy odcinek ulicy już wówczas uznawano za stosunkowo wąski. W 1856 r. (1852 r.) został wytyczony obecny plac Konstytucji 3 Maja, w ramach pierwszego planu regulacji przedmieść, jako rezerwa pod cele handlowe. Według pierwotnych planów miał sięgać ulicy Tadeusza Kościuszki zajmując cała wschodnią pierzeję przyszłego, nowego odcinka ulicy Dworcowej. Ostatecznie jednak powstał trójkątny plac, a nowa część ulicy powstała przed 1860 r., lecz sięgała tylko do cmentarza żydowskiego. Jej zabudowa obejmowała domy po jednej jej stronie, przed którymi urządzono tzw. przedogródki. Ulica była więc nadal nieco krótsza niż obecnie, gdyż kończyła się przed terenem cmentarza żydowskiego przy placu Konstytucji 3 Maja, który w tym czasie miał w rzucie prostokątnym kształt zbliżony do trójkąta, a droga skręcała w kierunku południowo-wschodnim wzdłuż północno-wschodniego muru cmentarza, na śladzie dawnej drogi strzelińskiej (Fränkelplatz, Fontaneplatz). Następnie miasto porozumiało się z gminą żydowską w sprawie przejęcia części cmentarza i przedłużyło ulicę do współczesnej postaci w 1908 r., rozdzielając cmentarz na dwie części  (1909 r.). W 1937 r. zlikwidowano całkowicie odcięty przez ulicę wschodni fragment cmentarza dokonując ekshumacji w około 150 grobach . Fragment ten stał się częścią placu Konstytucji 3 Maja (Fränkelplatz), który przybrał formę prostokąta.
Sam plac zgodnie z projektem z 1882 r. początkowo otrzymał formę trójkątnego skweru, a po rozszerzeniu o teren cmentarza, formę prostokątnego zieleńca od północy i wschodu otoczonego kamienicami, z fontanną zbudowaną w 1913 r. oraz ze zbiornikiem przeciwpożarowym. W pozostałej części ulicy, z pominięciem cmentarza przy jej końcu, dominowała ciągła zabudowa pierzejowa.

### II wojna światowa
W wyniku działań wojennych prowadzonych podczas oblężenia Wrocławia w 1945 r. zniszczeniu uległa znaczna część zabudowy ulicy Dworcowej oraz powiązanych z nią ulic. Między innymi 26 marca 1945 r. rejon ulicy poddany był ciężkim bombardowaniom przy użyciu bomb sprzężonych. W czasie tego bombardowania siedem trafień dotknęło położoną przy ulicy Dworcowej misję kolejową – Dom św. Gertrudy, które spowodowały konieczność jego ewakuacji. Przy starszym, północnym odcinku ulicy zniszczeniu uległy domy od numeru 3 do numeru 7 i od numeru 13 do końca oraz po stronie parzystej numeracji posesji od numeru 14 do ulicy Tadeusza Kościuszki. Przy nowym, południowym odcinku ulicy zachował się tylko jeden budynek rozebrany po 1970 r. Zniszczenia tego rejonu miasta były tak duże, że wg relacji pierwszych przybyłych do Wrocławia osób w odniesieniu między innymi do ulicy Dworcowej, nie tylko, że nie można było przejechać tymi ulicami, ale nawet przejście nimi było mocno utrudnione.

### Okres 1945-1990

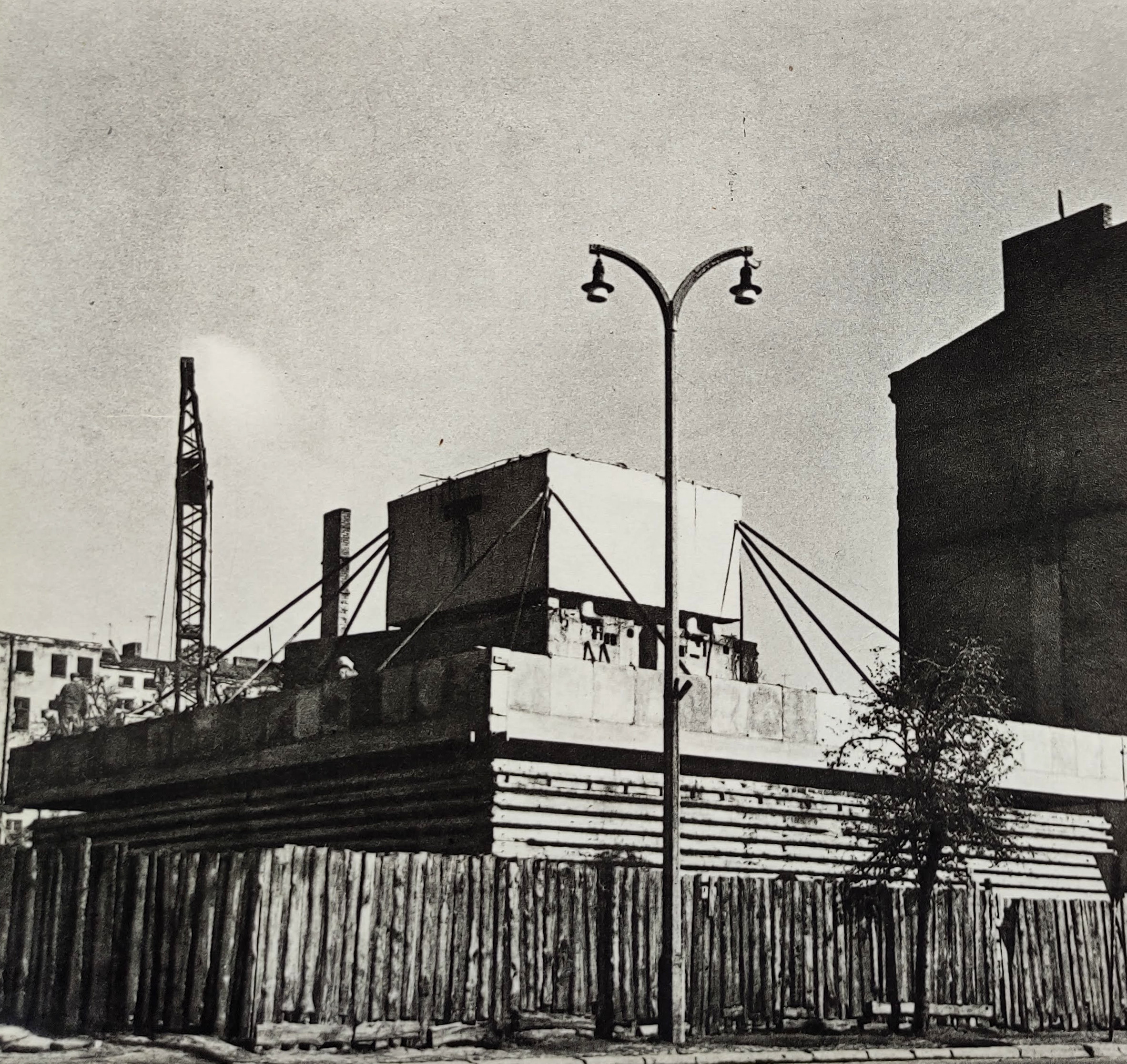
Realizacja Trzonolinowca 1964 r.

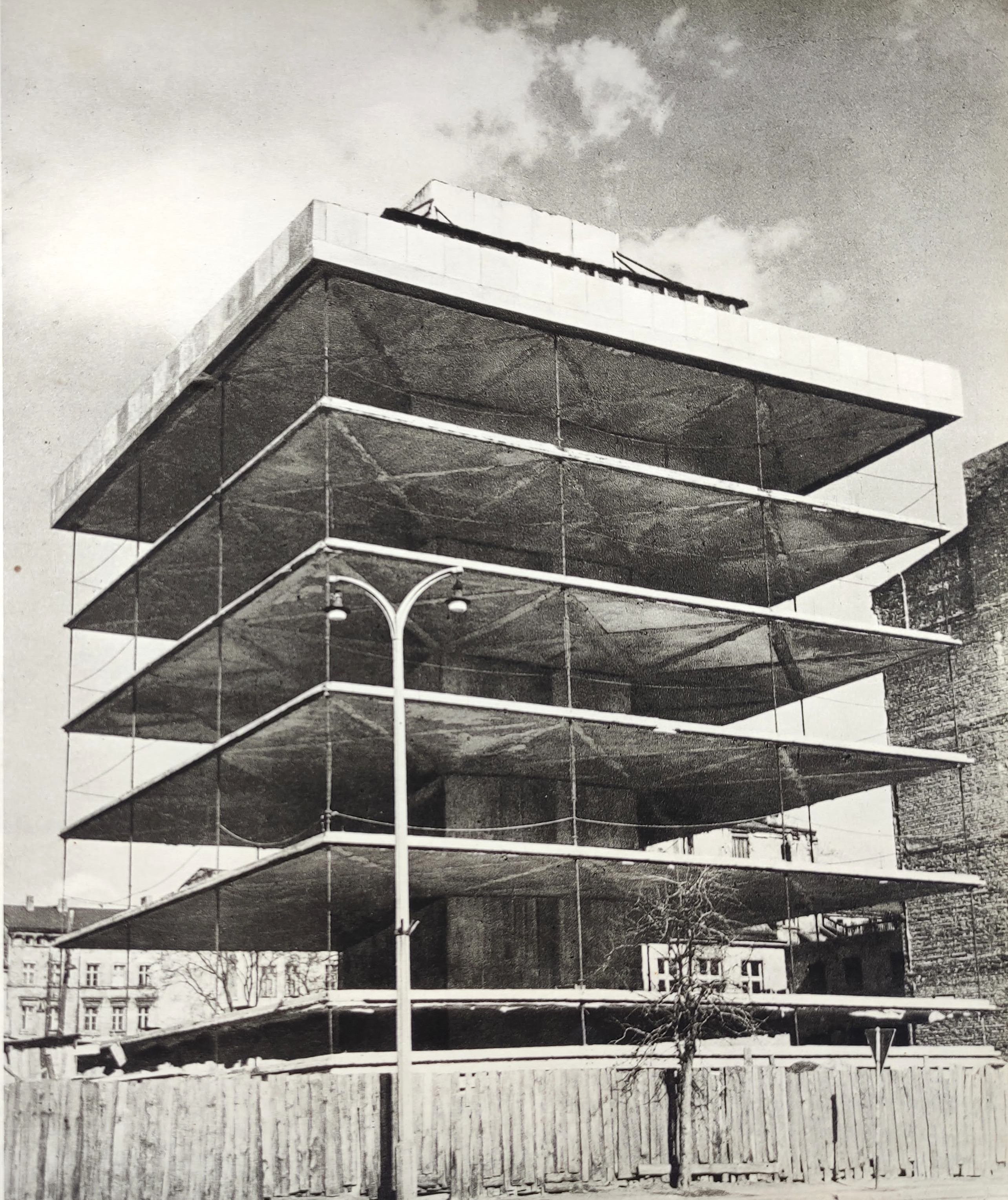
Realizacja Trzonolinowca 1965 r.

Po II wojnie światowej (już w 1945 r.) na wolnym terenie w kwartale ulic: Dworcowej, Stanisława Małachowskiego, gen. Henryka Dąbrowskiego oraz drogi przypisanej do placu Konstytucji 3 Maja urządzono dworzec autobusowy – Centralny Dworzec PKS, z wjazdem dla autobusów na plac manewrowy i perony pasażerskie z ulicy Dworcowej. Zlikwidowano wówczas ostatecznie cmentarz żydowski oraz zachowany plac, który wówczas miał formę zazielenionego skweru ze zbiornikiem przeciwpożarowym pośrodku i fontanną. W 1994 r. otwarto nowy dworzec autobusowy, stanowiący ówcześnie także ważny węzeł komunikacji miejskiej, po południowej stronie dworca kolejowego w kwartale ulic: Borowska, Sucha, Joannitów, Dyrekcyjna, a dotychczasowy, wyżej opisany dworzec zlikwidowano.
W 1961 r. zbudowano przy ulicy Dworcowej budynki pod numerami 17-23 i 25-29, przy czym w ramach kształtowanej tu nowej zabudowy południowy odcinek ulicy, przy którym posadowiono te budynki, znacząco poszerzono. W latach 1961–1964 powstała dalsza zabudowa mieszkalna i mieszkalno-usługowa . Natomiast na wolnym terenie pod numerami od 3 do 7 urządzono w 1968 r. parking o nawierzchni z płyt betonowych.
W latach 1961–1967 na wolnym terenie przy skrzyżowaniu ulicy Tadeusza Kościuszki i Dworcowej został zbudowany eksperymentalny budynek punktowy o 12 kondygnacjach nadziemnych. Sam projekt powstał w 1957 r., a prezentowany był publicznie w Klubie Dziennikarza w latach 1960–1961. Projektantem był architekt Jacek Burzyński, a konstruktorem Andrzej Skorupa. Wykonawcą obiektu było Przedsiębiorstwo Budownictwa Uprzemysłowionego, a kierownikiem budowy Maciej Szychowski. Pierwotnie ustrój nośny oparty został na linach, które zostały zakotwione na dole w podstawie i na górze u szczytu trzonu konstrukcyjnego. Stąd nazwa budynku stosowana do dziś – Trzonolinowiec, a ówcześnie potocznie także „Dom na linach”. Był to pierwszy tego rodzaju budynek w Polsce. W 1967 r. budynek zwyciężył w konkursie Wrocławski Dom Roku, a obecnie podlega on ochronie w ramach miejscowego planu zagospodarowania przestrzennego oraz gminnej i wojewódzkiej ewidencji zabytków. Określany bywa jako wybity pomnik myśli architektoniczno–konstrukcyjnej. Planowano budowę wielu takich budynków na placu w tym rejonie oraz na terenach po wyburzonych budynkach przedwojennych, do czego jednak nie doszło.

### Po 1990
W okresie od maja 2012 r. do października 2014 r. w kwartale ulic: Dworcowej, Stanisława Małachowskiego, gen. Henryka Dąbrowskiego oraz drogi przypisanej do placu Konstytucji 3 Maja, na terenie dawnego Dworca Centralnego PKS, zrealizowano inwestycję polegającą na budowie budynku biurowego Silver Tower Center. Przed budynkiem przy skrzyżowaniu Dworcowej i Stanisława Małachowskiego urządzono przy tym otwarty plac z obszarowymi formami zieleni wypoczynkowej oraz przeniesionym tu, odrestaurowanym słupem ogłoszeniowym z zegarem – Normaluhr. Nowo utworzony plac w żaden sposób nie nawiązuje do kompozycji historycznej.
Po wschodniej stronie ulicy Dworcowej, wzdłuż ulicy Tadeusza Kościuszki, od lipca 2013 r. do maja 2015 r. zrealizowano budowę w ramach inwestycji Osiedle Centrum, przy czym budynek przylegający zachodnią ścianą szczytową do ulicy Dworcowej posiada adres ulica Tadeusza Kościuszki 89. Inwestorem była spółka Deweloper Inter-Es.
Z kolei w okresie od 22.05.2018 r. do 10.07.2020 r. zrealizowano inwestycję dotyczącą ulicy Dworcowej o nazwie: Program rowerowy - Ścieżka rowerowa ul. Dworcowa. Obejmowała ona między innymi budowę drogi rowerowej o długości 462 m, przy czym na odcinku od ulicy Podwale do ulic Tadeusza Kościuszki poprowadzono drogę rowerowej dwukierunkową o szerokości od 2,0 do 2,5 m, przebudowę chodnika na długości 160 m, przebudowę skrzyżowania ulic: Stanisława Małachowskiego, Dworcowej i Józefa Piłsudskiego (włączonego do systemu ITS) wraz z aktualizacją oprogramowania sygnalizacji świetlnej i inne. Wartość inwestycji wyniosła 2 026 004,00 zł.

### Numeracja adresowa
Historyczna numeracja posesji położonych przy ulicy Dworcowej (Bahnhofstrasse), niemal w całości została zachowana, choć istnieją pewne zmiany. Podobnie jak współcześnie po stronie zachodniej posesjom nadawano numery nieparzyste. Na odcinku od ulicy Podwale (Schweidnitzer Stadtgraben) do ulicy Tadeusza Kościuszki (Tauentzienstrasse), były to numery od 1 do 15, a od ulicy Tadeusza Kościuszki do ulicy Józefa Piłsudskiego (Gartenstrasse), były to numery od 17 do 33. Powojenna numeracja tej strony ulicy została częściowo zachowana ale z nieco innym podziałem numerów na poszczególnych odcinkach. Przy pierwszym północnym odcinku ulicy znajdują się numery od 1 do 11b, a przy drugim, południowym odcinku ulicy znajdują się numery od 13 do 33. Natomiast wschodnia strona ulicy miała następującą parzystą numerację adresową: na odcinku od ulicy Podwale (Ohlauer Stadtgraben) do ulicy gen. Karola Kniaziewicza (Palmstrasse) położone były posesje o numerach od 2 do 8, od ulicy gen. Karola Kniaziewicza do ulicy Tadeusza Kościuszki znajdowały się numery od 10 do 20, a od ulicy Tadeusza Kościuszki do placu Konstytucji 3 Maja numery od 22 do 36. Generalnie numeracja ta została zachowana, z różnicami wynikającymi z mniejszej ilości bram do budynków (numeracja kończy się na numerze 32).

## Nazwy
W swojej historii ulica nosiła następujące nazwy:
- Bahnhofstrasse, od 1841 r. do 1945 r.[19][21][39][60]
- Dworcowa, od 1945 r.[42][60][61]

Niemiecka nazwa ulicy – Bahnhofstrasse – podobnie jak współczesna nazwa odnosiła się do faktu, że ulica biegnie do dworca – pierwotnie był to Dworzec Kolei Górnośląskiej (Wrocław Górnośląski), a następnie Wrocław Główny. Współczesna nazwa ulicy została nadana przez Zarząd Wrocławia i ogłoszona w okólniku nr 94 z 20.12.1945 r. Nazwę odnoszącą się do dworca kolejowego nosił także po zakończeniu II wojny światowej plac przed dworcem Wrocław Główny na przedłużeniu między innymi ulicy Dworcowej – Plac Dworcowy, analogicznie do nazwy przedwojennej – Am Hauptbahnhof. Nazwa ta została zlikwidowana i od 11.12.1951 r. plac ten pozostaje bezimienny.
Można także wspomnieć, iż nazwę Bahnhofstrasse do 1945 r., a następnie ulicy Dworcowej od 1945 r. do 22.12.1952 r. nosiła ulica Kobierzycka położona na osiedlu Klecina, które wówczas było wsią. Po włączeniu tej miejscowości do miasta w 1951 r. nazwa tej ulicy została zmieniona. Podobna historia nazewnictwa dotyczy współczesnej ulicy Przystankowej – Bahnhofstrasse do 1945 r., a następnie ulicy Dworcowej od 1945 r. do 23.01.1956 r. położonej na osiedlu Wojszyce. Ponadto nazwę Bahnhofstrasse w różnych okresach do 1945 r. nosiły ulice w kilku innych podwrocławskich ówcześnie miejscowościach.

## Układ drogowy
Ulica łączy się z następującymi drogami publicznymi, kołowymi oraz innymi drogami:
| powiązanie                           | droga | foto                   | opis                   |
| ------------------------------------ | --- | ---------------------- | ---------------------- |
| skrzyżowanie                         | ulica Podwale zbiorcza, śródmiejska o zmiennej szerokości w liniach rozgraniczających od 14 m do 29 m                       |                        | na 1 planie i w prawo  |
| skrzyżowanie                         | ulica gen. Karola Kniaziewicza strefa ograniczonej prędkości do 30 km/h dojazdowa                                           |                        | lewy dolny róg zdjęcia |
| skrzyżowanie (sygnalizacja świetlna) | ulica Tadeusza Kościuszki śródmiejska, zbiorcza                                                                             |                        |                        |
| skrzyżowanie                         | plac Konstytucji 3 Maja strefa ograniczonej prędkości do 30 km/h dojazdowa o szerokości w liniach rozgraniczających 15 m    |                        | na pierwszym planie    |
| skrzyżowanie (sygnalizacja świetlna) | ul. Józefa Piłsudskiego torowisko tramwajowe śródmiejska, zbiorcza                                                          |                        | po lewej               |
| skrzyżowanie (sygnalizacja świetlna) | ulica Stanisława Małachowskiego torowisko tramwajowe śródmiejska, zbiorcza o szerokości w liniach rozgraniczających 26-27 m | po prawej              |                        |
| skrzyżowanie (sygnalizacja świetlna) | droga wewnętrzna parking przy stacji Wrocław Główny szerokość w liniach rozgraniczających 10-20 m                           | przed budynkiem poczty |                        |

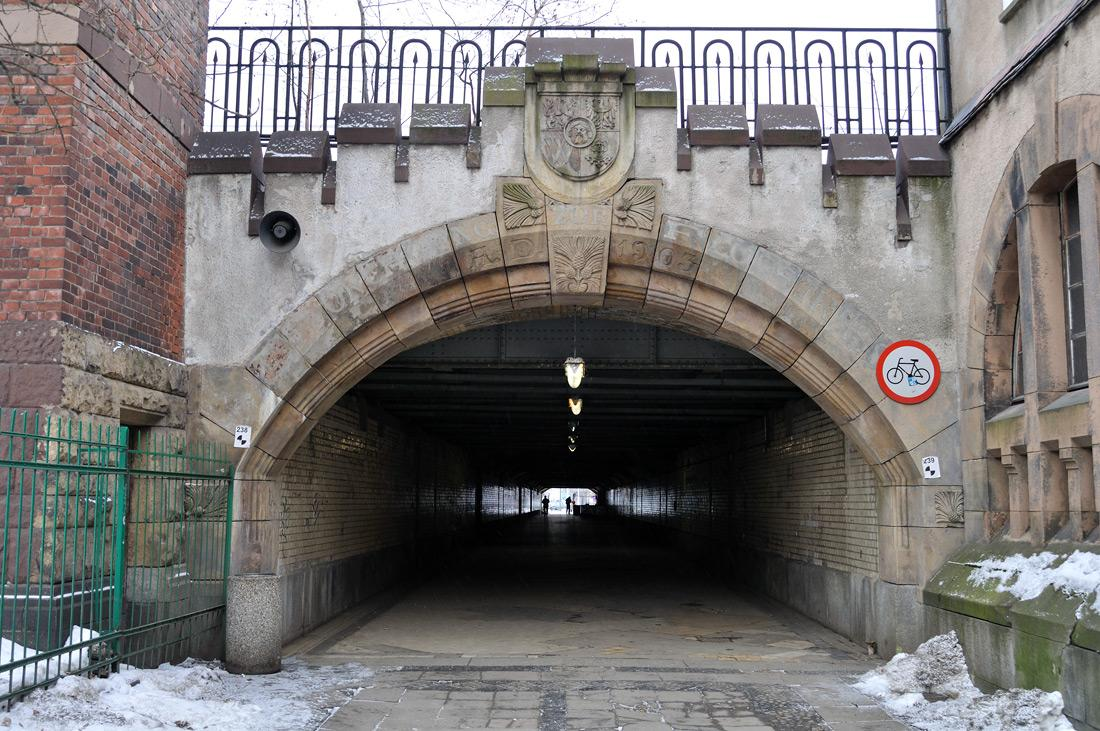
Tunel w kierunku ul. Dworcowej

Istniały koncepcje połączenia ulicy Dworcowej z ulicą Joannitów drogą, która miałaby przebiegać pod torami kolejowymi. Współcześnie istnieje jedynie połączenie piesze, rozpoczynające się nieco na wschód od skrzyżowania ulicy Joannitów z ulicą Suchą, dzięki tunelom: pasażerskiemu i pocztowemu (tzw. tranzytowy z bagażowym – wschodni i peronowy – zachodni), umożliwiającym przejście do ulicy Józefa Piłsudskiego i ulicy Dworcowej oraz wejście na perony stacji Wrocław Główny.

## Droga

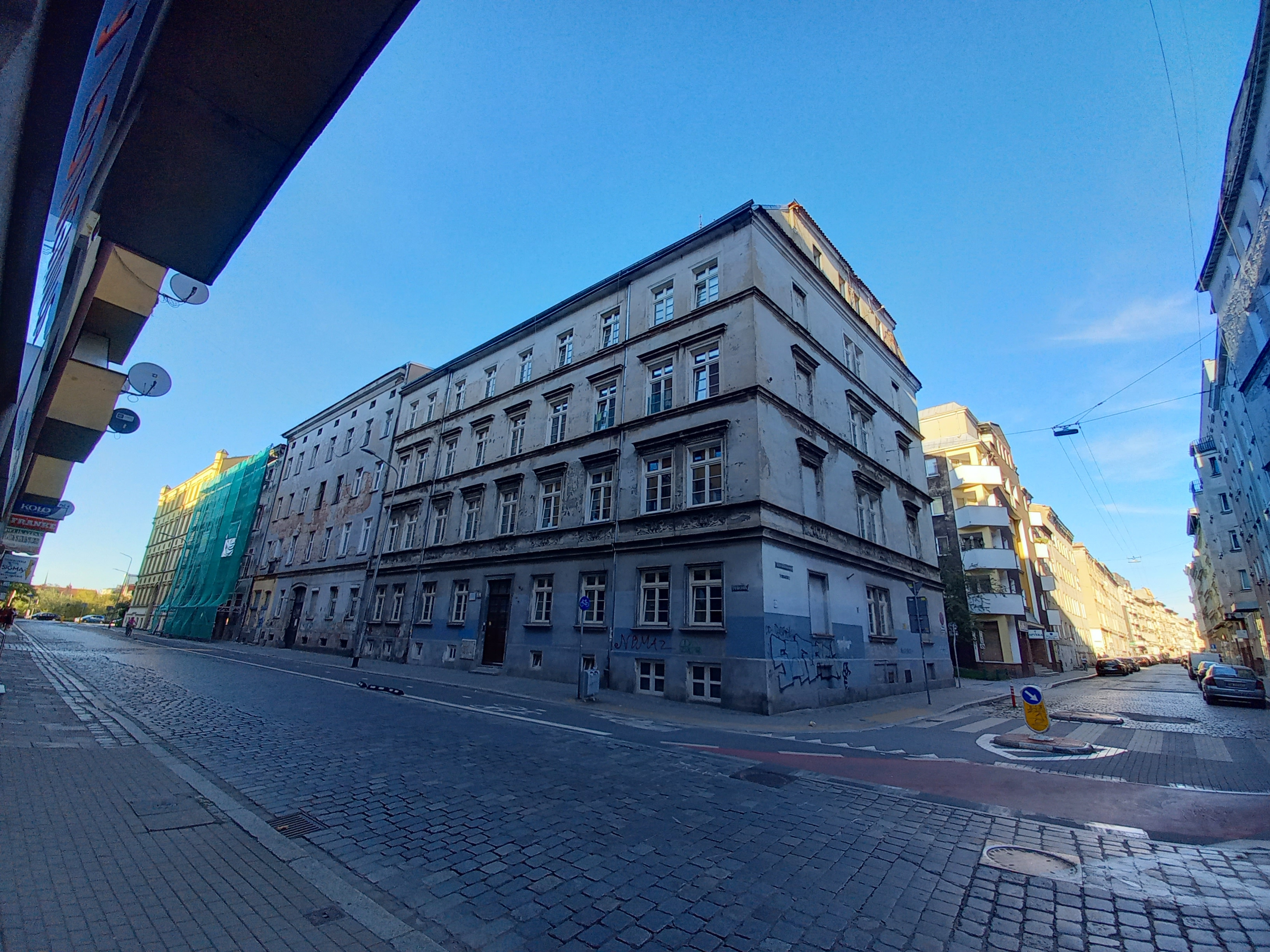
Ul. Dworcowa po lewej, ul. gen. K. Kniaziewicza po prawej

Ulica Dworcowa przebiega przez osiedle Przedmieście Świdnickie oraz Przedmieście Oławskie, stanowiąc ich granicę, a wcześniej stanowiąc granicę dawnych dzielnic: Stare Miasto i Krzyki. Łączy ulicę Podwale z ulicą Stanisława Małachowskiego oraz Józefa Piłsudskiego. Jest drogą publiczną, której przypisano kategorię drogową jako gminną (numer drogi: 106482D, numer ewidencyjny drogi: G1064820264011) oraz zakwalifikowano ją jako ulicę śródmiejską. Ma 468 m długości. Północy odcinek ulicy ma szerokość w liniach rozgraniczających jest zmienna i wynosi od 12 m do 21 m. Położona jest na terenie o wysokości bezwzględnej od około 117,5 do 118,9 m n.p.m. Jezdnia ulicy posiada nawierzchnię brukowaną z kamiennej kostki granitowej, z wyłączeniem kilku odcinków, głównie przy skrzyżowaniach i przejściach dla pieszych, na których wykonano nawierzchnię z masy bitumicznej. Jest ulicą jednokierunkową, z możliwością jazdy samochodem z północy, od ulicy Podwale, w kierunku południowym, tj. do ulicy Stanisława Małachowskiego i ulicy Józefa Piłsudskiego. Wzdłuż całej długości ulicy zbudowana jest droga dla rowerów, powiązana z drogami biegnącymi wzdłuż ulic: Podwale (kontrapas i droga rowerowa), gen. Karola Kniaziewicza (kontraruch), Tadeusza Kościuszki (kontrpass), Stanisława Małachowskiego i Józefa Piłsudskiego (drogi dla rowerów). Na placu przed budynkiem Silver Tower Center usytuowana jest stacja naprawy rowerów, a na placu przed dworcem Wrocław Główny zadaszone parkingi dla rowerów. Po ulicy na całej jej długości w ramach wrocławskiej komunikacji miejskiej kursują autobusy wyznaczonych linii autobusowych z zespołem przystanków rozlokowanych na odcinku pomiędzy ulicą Tadeusza Kościuszki i placem Konstytucji 3 Maja. Dla części linii autobusowych jest to przystanek końcowy, w tym dla autobusów miejskich łączących dworzec Wrocław Główny z portem lotniczym. Przystanki te wchodzą w skład zespołu przystanków o nazwie Dworzec Główny (Dworcowa) .
Ulica położona jest na dwóch działkach ewidencyjnych, biegnących przez całą długość ulicy, z których jedna położona jest w obrębie Południe, a druga w obrębie Stare Miasto. Granicą tych działek przebiega podział osiedli Przedmieście Świdnickie i Przedmieście Oławskie. Działki te mają powierzchnię odpowiednio: 4378 m2 i 5347 m², co łącznie daje 9725 m² pola powierzchni, na której położona jest ulica Dworcowa.

## Znaczenie obszaru i ulicy
Ulica Dworcowa przebiega przez obszar zabudowy śródmiejskiej, w strefie centralnej, gęsto wypełniony tkanką miejską, charakteryzującej się przemieszaniem zabudowy o podstawowej funkcji mieszkaniowej z zabudową także o innym przeznaczeniu, przede wszystkim zabudową mieszkalno-usługową. Teren ten położony jest w ramach centralnego ośrodka usługowego miasta, rejon skrzyżowań z ulicą Tadeusza Kościuszki oraz ulicami Józefa Piłsudskiego i Stanisława Małachowskiego leży w zakresie ulic handlowych, a południowy odcinek w paśmie działalności gospodarczej.
Południowy kraniec ulicy Dworcowej wraz z placem przed dworcem Wrocław Główny i przed budynkiem Silver Tower Center oraz ulicą Józefa Piłsudskiego stanowi ogólnomiejski rdzeń przestrzeni publicznych o charakterze reprezentacyjnym. Pozostały, zasadniczy odcinek ulicy określany jest jako przestrzeń ogólnomiejska, podobnie jak powiązane ulice: Podwale (bulwar ogólnomiejski), Tadeusza Kościuki i Stanisława Małachowskiego. W tym układzie szczególne znaczenie ma ciąg ulic: Józefa Piłsudskiego i Stanisława Małachowskiego, jako zbiorcza droga stanowiąca przestrzeń publiczną o charakterze ogólnomiejskim i korytarz transportu publicznego. Za południowym krańcem ulicy rozpościera się teren stacji i zabudowa dworca Wrocław Główny. Sam dworzec oraz położony po południowej stronie linii kolejowej dworzec autobusowy należą do grupy najważniejszych węzłów przesiadkowych, które klasyfikowane są jako węzły śródmiejskie, a razem jako węzeł miejsko-aglomeracyjny.

## Zabudowa i zagospodarowanie

### Układ urbanistyczny

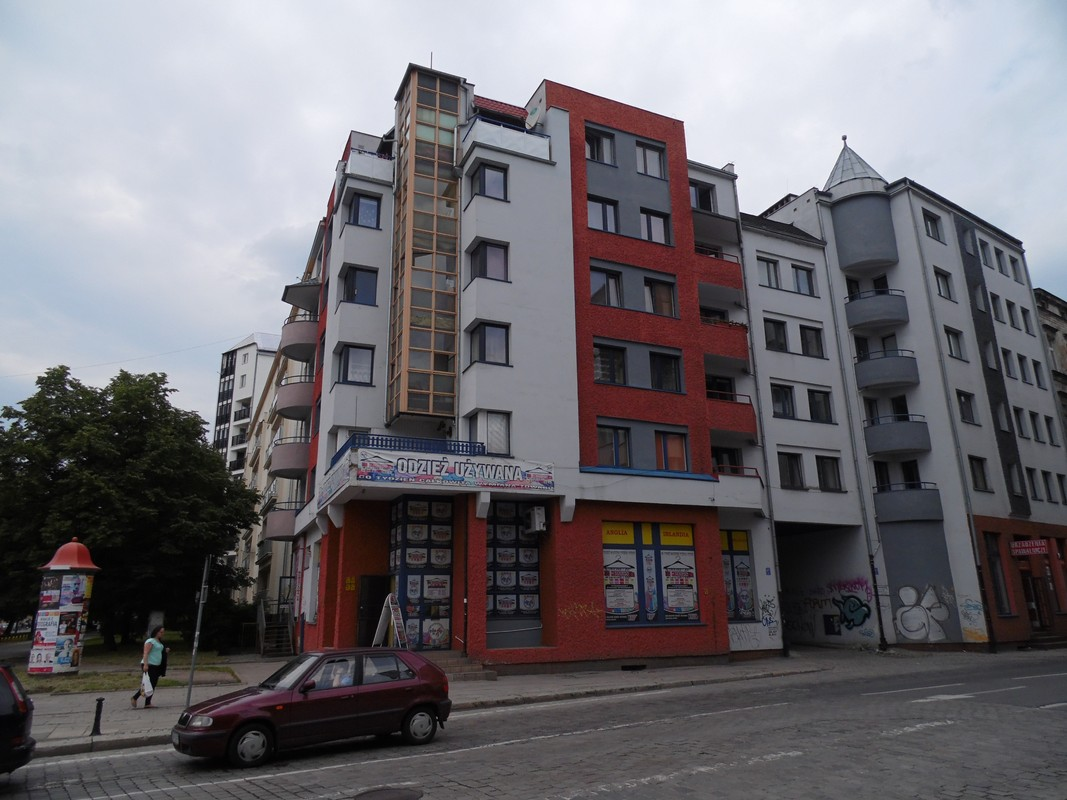
Ul. Dworcowa 11, 11a, 11b

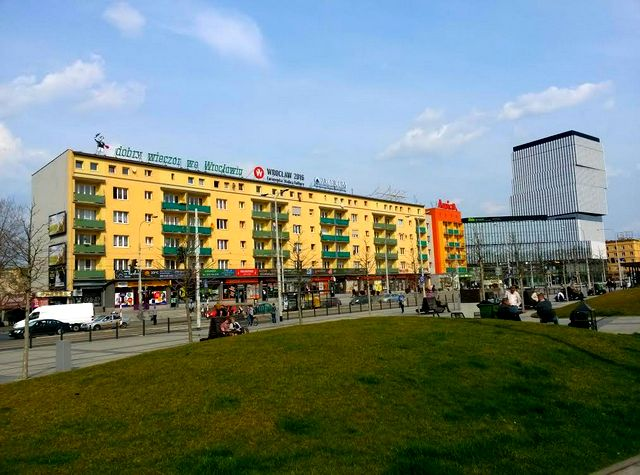
Plac przed dworcem

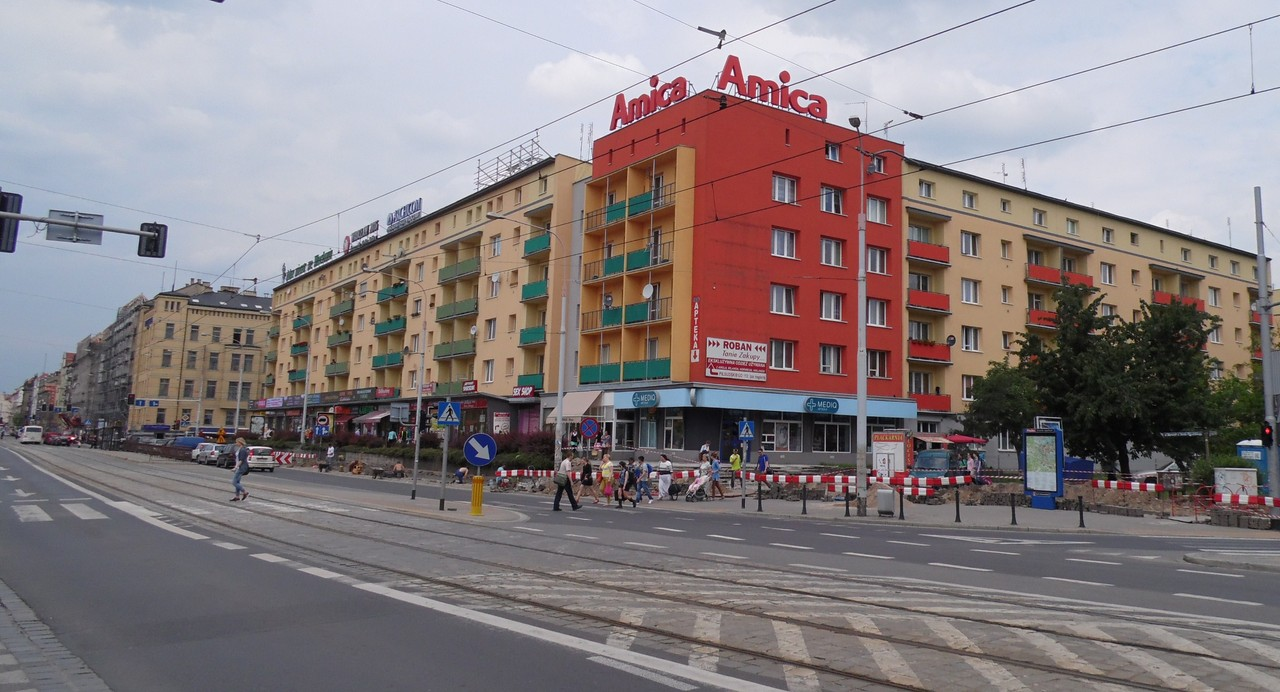
Po prawej ul. Dworcowa 25-33

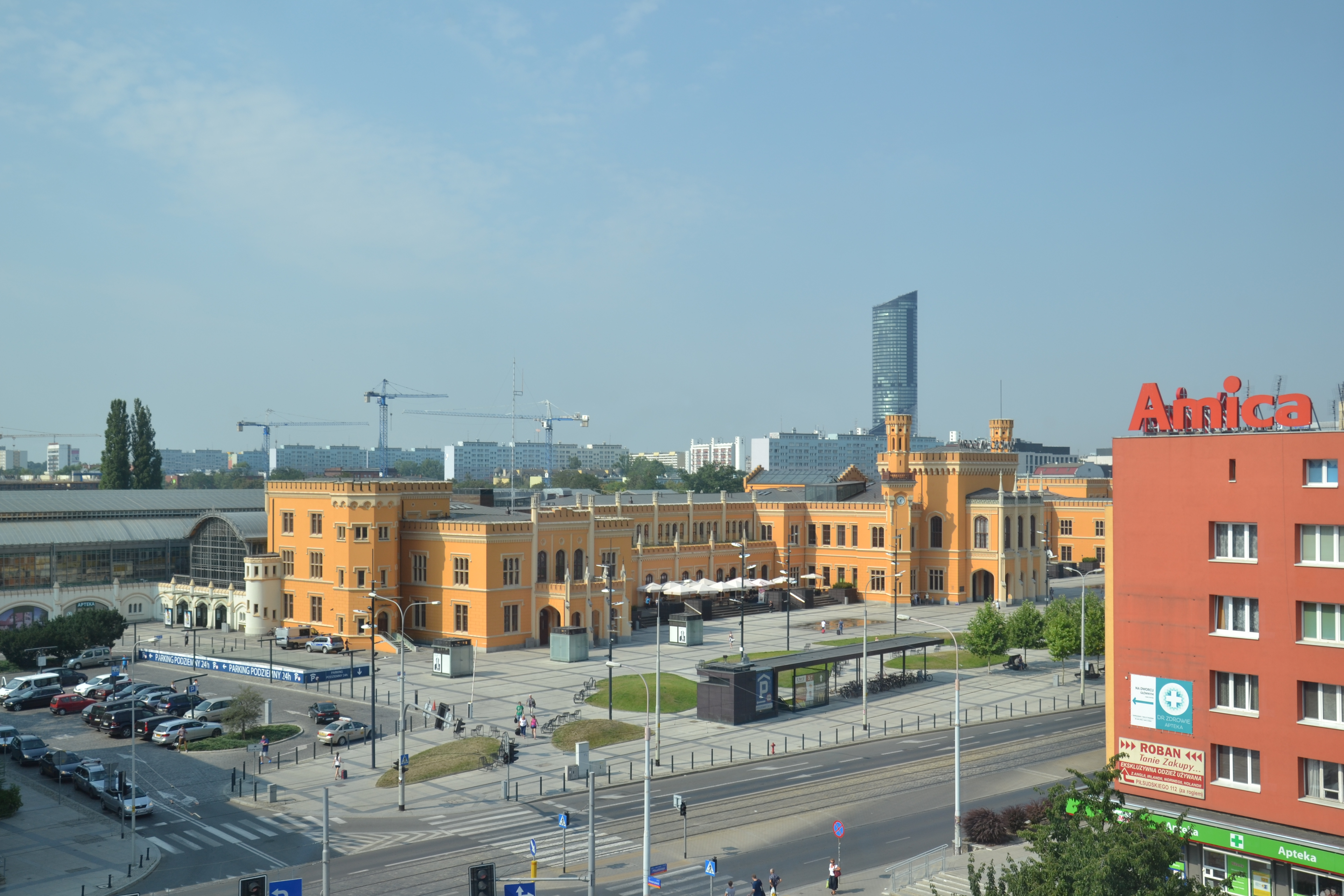
Dworzec z budynku Silver Tower Center

Obszar zabudowy przez który przebiega ulica Dworcowa uznawany jest za teren o zdefiniowanym układzie kompozycyjnym, z liniowymi i kwartałowymi elementami go tworzącymi. W układzie urbanistycznym dominuje ukształtowanie bloków urbanistycznych w postaci kwartałów zabudowy, w ramach których umiejscowiono funkcje reprezentacyjne na zewnątrz kwartału, a funkcje użytkowe do wewnątrz. Dominuje tu pierzejowa zabudowa wzdłuż ulic. Wskazuje się ponadto na gęstą sieć uliczną i linii transportu publicznego. Przy północnym, początkowym krańcu ulicy zdefiniowano rozwinięcie widokowe z ulicy Podwale na fosę, promenadę i Wzgórze Partyzantów, a przy południowym, końcowym krańcu ulicy takie rozwinięcie obowiązuje z ulicy Józefa Piłsudskiego na zabytkowy dworzec Wrocław Główny. Ulica przebiega przez obszar zabudowy średniowysokiej do 25 m, przy czym w ramach tej strefy wyznaczono tu śródmiejski obszar podwyższenia wysokości zabudowy. W tym układzie zabudowy budynek Silver Tower Center stanowi lokalną dominantę.
Ponadto wskazuje się, że nowe ukształtowanie zabudowy wykreowało powstanie dwóch placów przy ulicy Dworcowej i krzyżujących się z nią ulicach poprzecznych. Jest to plac u zbiegu z ulicą Tadeusza Kościuszki – nowa przestrzeń, wnętrze – wokół Trzonolinowca, wytworzony w latach 80. i 90. XX wieku, będący wynikiem ukształtowania linii zabudowy powstałych wówczas budynków oraz istniejących budynków starych oraz trójkątny plac ukształtowany w latach 2012-2014 przed budynkiem Silver Tower Center utworzony na śladzie dawnego cmentarza żydowskiego i drogi strzelińskiej biegnącej po północno-wschodniej jego stronie z niewielkimi obszarowymi formami zieleni wypoczynkowej.

### Zabudowa
Północny odcinek ulicy to zabudowa pierzejowa budynków mieszkalnych i mieszkalno-usługowych, w tym kamienic, o wysokości od czterech do sześciu kondygnacji nadziemnych. Wyższa zabudowa współczesna pojawia przy skrzyżowaniu ulicy Dworcowej z ulicą Tadeusza Kościuszki, gdzie znajdują się budynki o ośmiu kondygnacjach i dwunastu (Trzonolinowiec). Przy południowym odcinku znajduje się powojenna zabudowa o pięciu lub sześciu kondygnacjach nadziemnych. Dopuszcza się uzupełnienie zabudowy przy południowym odcinku zabudową plombową o wysokości 6 kondygnacji nadziemnych z wymogiem wykonania w budynku przejazdu bramowego do wnętrza kwartału oraz zmianę funkcji istniejących budynków mieszkalnych lub ich części na usługi centrotwórcze. Docelowo jednak zaleca się wyburzenie istniejącej zabudowy po jej dekapitalizacji i zastąpienie jej obiektami o architekturze tworzącej obudowę północnej pierzei reprezentacyjnego placu przed dworcem Wrocław Główny. Ponadto zabudowa ta wzdłuż ulicy Dworcowej powinna przywracać przedwojenną linię zabudowy.
Budynki przedwojenne wymienione są w rozdziale Ochrona i zabytki. Wśród współczesnych charakterystycznych budynków można wymienić:
Trzonolinowieceksperymentalny budynek z lat 1961–1967 o jedenastu kondygnacjach nadziemnych, wysokości strukturalnej 36 m, powierzchni zabudowy 38 m², kubaturze 8200 m3, w którym znajduje się 40 lokali mieszkalnych; budynek uznawany bywa za awangardowy w skali światowej, ze względu na nowy ówcześnie kształt bryły oraz systemowe detale architektowiczno-konstrukcyjne; nowym elementem wyróżniającym ten obiekt pośród innych budynków jest podcień parteru ze skosami lin oraz detal zwieńczenia składający się z głowicy trzonu z zamocowanymi linami nośnymi; pierwotnie elementem nośnym był trzon, na którym w głowicy i stopie zamontowano liny nośne, z którymi związano brzegi stropów prefabrykowanych (oparcie stropów na linach nośnych, a z drugiej strony na trzpieniu); oprócz wymienionych, unikalnych elementów architektoniczno-konstrukcyjnych zwraca się uwagę także na technologię realizacji budynku poprzez podnoszenie hydrauliczne trzonu i wraz z nim płyt stropowych złożonych uprzednio na poziomie terenu.
Silver Tower Centerzbudowany w latach 2012–2014, o 54,65 m wysokości, 14 kondygnacjach nadziemnych (część niższa o 6 kondygnacjach nadziemnych) i dwóch podziemnych, powierzchni całkowitej 30 500 m², powierzchni zabudowy 2600 m², kubaturze 119 724 m3, 184 miejscach parkingowych; w budynku znajduje się hotel Ibis Styles o 133 pokojach hotelowych.
Budynek Kościuszki 83-89zbudowany w latach 2013–215, o sześciu kondygnacjach nadziemnych i jednej podziemnej, z 60 lokalami mieszkalnymi i 28 lokalami usługowymi.

### Zieleń
Przy ulicy Dworcowej nie ma miejskich terenów zieleni. Takie tereny znajdują się za fosą miejską (Promenada Staromiejska), nad którą przebiega ulica Podwale, stanowiąca bulwar ogólnomiejski. Formy zieleni w postaci alei, szpalerów i zieleni przyulicznej związane są z powiązanymi ulicami: Podwale, Tadeusza Kościuszki oraz Józefa Piłsudskiego i Stanisława Małachowskiego. Ponadto wyznaczono niewielkie obszarowe formy zieleni wypoczynkowej na placach przed dworcem Wrocław Główny i budynkiem Silver Tower Center  oraz zieleni sportowej w części kwartału zabudowy ulicy Dworcowej, Józefa Piłsudskiego, Gwarnej i Tadeusza Kościuszki.

## Punkty adresowe, budynki
Punkty adresowe przy ulicy Dworcowej (z podziałem na budynki, wg stanu na marzec 2022 r.):
- strona zachodnia – numery nieparzyste:
  - ulica Dworcowa 1[146]: kamienica[27] mieszkalna o 3 kondygnacjach nadziemnych[147]
  - ulica Dworcowa 1a[148]: kamienica z częściowo usługowym przyziemiem[27] mieszkalna o 4 kondygnacjach nadziemnych[149]
  - ulica Dworcowa 1b[150]: kamienica[27] mieszkalna o 4 kondygnacjach nadziemnych[151]
  - ulica Dworcowa 3[152], 3a[153], 3b[154], 5[155], 7[156], 7a[157], 7b[158]: budynek mieszkalny o 6 kondygnacjach nadziemnych[159]
  - ulica Dworcowa 5a[160], 5b[161], 5c[162]: budynek biurowy o 4 kondygnacjach nadziemnych[163]
  - ulica Dworcowa 9[164]: kamienica[27] mieszkalna o 4 kondygnacjach nadziemnych[165]
  - ulica Dworcowa 9a[166]: zbiorniki silosy i budynki magazynowe o jednej kondygnacji nadziemnej[167]
  - ulica Dworcowa 9b[168]: niemieszkalny o jednej kondygnacji nadziemnej[169]
  - ulica Dworcowa 9d[170]: garaże o jednej kondygnacji nadziemnej[171]
  - ulica Dworcowa 11[172]: kamienica[27] mieszkalna o 4 kondygnacjach nadziemnych[173]
  - ulica Dworcowa 11a[174], 11b[175]: budynek mieszkalny o 6 kondygnacjach nadziemnych[176]
  - ulica Dworcowa 13[177], 15[178] (oraz ulica Tadeusza Kościuszki 69[179], 71[180], 73[181]): budynek mieszkalny o 5 kondygnacjach nadziemnych[182]
  - ulica Dworcowa 17[183], 19[184], 21[185], 23[186]: budynek mieszkalny o 5 kondygnacjach nadziemnych[187]
  - ulica Dworcowa 25[188], 27[189], 29[190], 33[191] (oraz ulica Józefa Piłsudskiego 106[192], 108[193], 110[194], 112[195], 114[196], 114a[197], 116[198]): budynek mieszkalny o 6 kondygnacjach nadziemnych[199]
- strona wschodnia – numery parzyste:
  - ulica Dworcowa 2[200]: kamienica[27] mieszkalna o 4 kondygnacjach nadziemnych[201]
  - ulica Dworcowa 4[202]: kamienica[27] mieszkalna o 4 kondygnacjach nadziemnych[203]
  - ulica Dworcowa 6[204]: kamienica[27] mieszkalna o 4 kondygnacjach nadziemnych[203]
  - ulica Dworcowa 8[205]: kamienica[27] mieszkalna o 4 kondygnacjach nadziemnych[206]
  - ulica Dworcowa 10[207]: kamienica[27] mieszkalna o 4 kondygnacjach nadziemnych[208]
  - ulica Dworcowa 12[209]: kamienica[27] mieszkalna o 4 kondygnacjach nadziemnych[210]
  - ulica Dworcowa 14[211]: budynek mieszkalny o 8 kondygnacjach nadziemnych[212]
  - ulica Dworcowa 16a[213], 16b[214]: budynek mieszkalny o 8 kondygnacjach nadziemnych[215]
  - ulica Dworcowa 18-20[216]: działka niezabudowana[217]
  - ulica Dworcowa 22[218], 24[219], 26[220]: budynek mieszkalny o 6[h] kondygnacjach nadziemnych[221]
  - ulica Dworcowa 28[222], 30[223], 32[224]: budynek mieszkalny o 6[h] kondygnacjach nadziemnych[225] z usługami komercyjnymi wbudowanymi w parter budynku[226].

## Demografia
Ulica przebiega przez cztery rejony statystyczne o wykazanej w poniższej tabeli gęstości zaludnienia i ilości zameldowanych osób, przy czym dane pochodzą z 31.12.2021 r.
| Rejon statystyczny nr | Liczba osób zameldowanych | Gęstość zaludnienia [lud./km²] | Położenie        | numery adresowe |
| --------------------- | ------------------------- | ------------------------------ | ---------------- | --------------- |
| 933340                | 888                       | 18 063                         | strona zachodnia | od 1 do 11b     |
| 933400                | 425                       | 14 156                         | strona zachodnia | od 13 do 29     |
| 931130                | 706                       | 26 908                         | strona wschodnia | od 2 do 8       |
| 931150                | 978                       | 20 603                         | strona wschodnia | od 10 do 32     |

## Ochrona i zabytki
Ulica przebiega na granicy dwóch obszarów podlegających ochronie. Obszar po stronie zachodniej ulicy, podlega ochronie i jest wpisany do gminnej ewidencji zabytków pod pozycją Przedmieście Południowe, a ulica Dworcowa stanowi wschodnią granicę chronionego obszaru. Ochronie podlega przede wszystkim historyczny układ urbanistyczny Przedmieścia Południowego kształtowany w różnych okresach historycznych począwszy od XIII wieku, następnie od około 1840 r. do początku lat 60. XX wieku. Obszar ten obejmuje historyczny układ urbanistyczny przedmieścia na południe od Podwala Świdnickiego, w rejonie ulicy Sądowej i Grabiszyńskiej, Kolejowej, placu Rozjezdnego, ulicy Swobodnej, Józefa Piłsudskiego i Dworcowej we Wrocławiu. Stan jego zachowania określa się na 4 – dobry / 5 – bardzo dobry. Natomiast wschodnia strona ulicy położona jest w obszarze Przedmieścia Oławskiego wpisanego jako obszar do rejestru zabytków dnia 20.06.2005 r. decyzją o wpisie nr 538/A/05. Tu również ochronie podlega przede wszystkim układ przestrzenny kształtowany od XIII do XIX wieku. Ulica przecina także na południowym krańcu strefę ochrony historycznych założeń zieleni obejmującą plac przed budynkiem Silver Tower Center i teren w kierunku zachodnim do ulicy Gwarnej dawnego cmentarza żydowskiego .
Przy ulicy i w najbliższym sąsiedztwie znajdują się następujące zabytki ujęte w gminnej ewidencji zabytków:
| obiekt, położenie                                                                                    | powstanie, rodzaj ochrony                                                                               | fotografia |
| --- | --- | ---------- |
| strona zachodnia                                                                                     | |            |
| Kamienica ulica Podwale 66                                                                           | 1850 r., 1905 r. (1855 r.) rodzaj ochrony: rejestr zabytków pod nrem A/2075/570/Wm z dnia 27.09.1996 r. |            |
| Kamienica, obecnie budynek mieszkalny z częściowo usługowym przyziemiem ulica Dworcowa 1             | 1906 r. rodzaj ochrony: inny                                                                            |            |
| Kamienica ulica Dworcowa 1a                                                                          | 1878 r. rodzaj ochrony: inny                                                                            |            |
| Kamienica, obecnie budynek mieszkalny z usługowym przyziemiem ulica Dworcowa 1b                      | około 1880 r. rodzaj ochrony: inny                                                                      |            |
| Kamienica ulica Dworcowa 9                                                                           | 1862 r. rodzaj ochrony: inny                                                                            |            |
| Kamienica ulica Dworcowa 11                                                                          | 1846 r. rodzaj ochrony: inny                                                                            |            |
| strona wschodnia                                                                                     | |            |
| Kamienica ulica Podwale 67                                                                           | 1883 r. rodzaj ochrony: gez, mpzp                                                                       |            |
| Kamienica ulica Dworcowa 2                                                                           | około 1890 r. rodzaj ochrony: gez, mpzp                                                                 |            |
| Kamienica, obecnie budynek mieszkalny z usługowym przyziemiem ulica Dworcowa 4                       | około 1890 r. rodzaj ochrony: gez, mpzp                                                                 |            |
| Kamienica "Pod Palmą", obecnie budynek mieszkalny z częściowo usługowym przyziemiem ulica Dworcowa 6 | około 1890 r. rodzaj ochrony: gez, mpzp                                                                 |            |
| Kamienica, obecnie budynek mieszkalny z częściowo usługowym przyziemiem ulica Dworcowa 8             | około 1880 r. rodzaj ochrony: gez, mpzp                                                                 |            |
| Kamienica, obecnie budynek mieszkalny z usługowym przyziemiem ulica Dworcowa 10                      | około 1880 r. rodzaj ochrony: gez, mpzp                                                                 |            |
| Kamienica ulica Dworcowa 12                                                                          | około 1880 r. rodzaj ochrony: gez, mpzp                                                                 |            |
| Budynek mieszkalny tzw. trzonolinowiec ulica Tadeusza Kościuszki 72                                  | lata 1963-1967 rodzaj ochrony: gez, mpzp                                                                |            |

## Baza TERYT

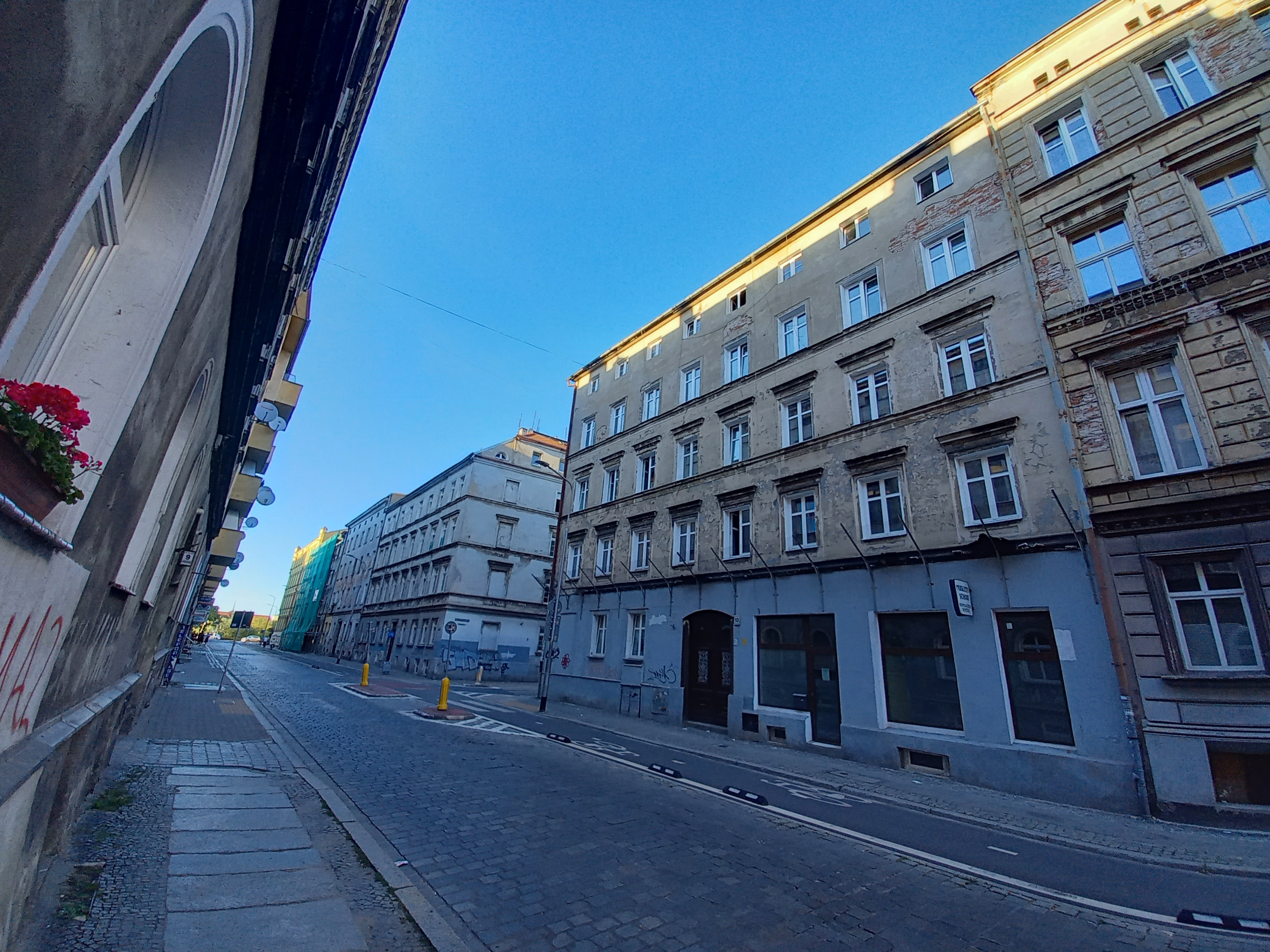
Nr 10 po prawej, widok w kierunku ul. Podwale

Dane Głównego Urzędu Statystycznego z bazy TERYT, spis ulic (ULIC):
- województwo: DOLNOŚLĄSKIE (02)
- powiat: Wrocław (0264)
- gmina/dzielnica/delegatura: Wrocław (0264011) gmina miejska; Wrocław-Stare Miasto (0264059) delegatura
- Miejscowość podstawowa: Wrocław (0986283) miasto; Wrocław-Stare Miasto (0986946) delegatura
- kategoria/rodzaj: ulica
- Nazwa ulicy: ul. Dworcowa (04434)[59][272].